# Пилницка декларация
Пилницката декларация е издадена на 27 август 1791 г. в двореца Пилниц (Pillnitz) в Дрезден от императора на Свещената римска империя Леополд II и пруския крал Фридрих Вилхелм II. В нея те настояват за европейска солидарност за възстановяването на монархията във Франция, която по време на Френската революция е лишена от абсолютния си характер. Съгласно подготвената конституция (която е приета на 3 септември 1791 г.) страната трябва да се превърне в конституционна монархия. Всички европейски владетели следят с тревога събитията в Париж, защото техните собствени народи могат да се надигнат, повлияни от французите. Ето защо в призива на Пилницката декларация има много смисъл.
Непосредствена причина е опитът на френския крал Луи XVI да избяга от страната през месец юни. От този момент той е пленник на собствените си граждани и съдбата му е твърде несигурна. С декларацията двамата короновани владетели целят да предупредят въстаналите граждани да не посягат на живота му. Това, което те виждат като свръх логично и предопределено от Бог задължение на всеки народ, възмущава френския народ, защото в декларацията прозира недвусмислена заплаха. Осем месеца по-късно това води до избухване на първата от Революционните войни (20 април 1792 г.). Самата декларация обаче няма за цел да подготви бъдещата война. Съвременните историци я оценяват като „обикновен дипломатически жест“, предприет по-скоро, за да се удовлетворят настояванията на многобройните френски емигранти.
Последвалите събития изострят и променят обстановката: приемането на конституцията, анексирането на папската територия около Авиньон, съставянето на първото жирондистко правителство. В резултат през февруари 1792 г. Австрия и Прусия сключват военен съюз и войната може да започне.

## Текст на декларацията
„Негово величество императорът и негово величество кралят на Прусия декларират заедно, че смятат положението на Негово величество френския крал като въпрос от значение за всички владетели в Европа. Те се надяват, че този интерес ще бъде признат от държавите, чиято помощ е призована и че те ще окажат пълно съдействие френският крал да укрепи напълно свободно устоите на монархическата власт по начин, който ще гарантира благополучието на французите. В този случай споменатите държави са решени да действат бързо и единодушно за постигането на посочената цел. Очаквайки събитията, те ще дадат на армиите си подходящите разпореждания, така че ако се наложи, да са готови да се намесят.“